# Galefele Moroko
Galefele Moroko, född 16 april 1997, är en friidrottare från Botswana. Hon deltog vid olympiska sommarspelen 2020.